# Zukertort Amstelveen
Schaakvereniging Zukertort Amstelveen is een schaakvereniging in de gemeente Amstelveen.

## Geschiedenis
De vereniging is ontstaan als Schaak- en Damclub Zukertort op 18 december 1884 in de gemeente Nieuwer-Amstel, het latere Amstelveen. De club is vernoemd naar de schaker Johannes Hermann Zukertort. De club heeft sindsdien op diverse locaties gespeeld, waaronder de cafés het Dorstige Hert en het Wapen van Nieuwer Amstel, Reveille, de Bankrashal, sporthal Uilenstede en van 1995 tot 2020 in European Go Cultural Centre. Daarna vond de vereniging in het Amstelveense ontmoetingscentrum De Meent onderdak. Sinds 2021 speelt de club in het Hermann Wesselink College.
Begonnen als kleine schaakclub in een café, is de vereniging na de Tweede Wereldoorlog uitgegroeid tot een van de grootste clubs van de regio Amsterdam. In de jaren zeventig begon de opmars van de jeugdafdeling, met diverse successen op landelijk niveau. Daarnaast ontstond er een fusie met de studententak van de VU, de ASVU. Hieruit ontstond op 15 september 1972 de vereniging s.v. Amstelveen. Mede hierdoor belandde het eerste team in de landelijke hoofdklasse, waarin het onafgebroken uitkwam van 1983 tot 2005. In het seizoen 2022-2023 speelt de club wederom in de landelijke hoofdklasse. Sinds 2020 komt de club ook uit op internet in Lichess.

### Simultaans
Simultaans werden regelmatig georganiseerd door de vereniging, met name bij jubilea. In haar bestaan hebben tal van wereldtoppers de vereniging bezocht voor een simultaan. In 1930, bij gelegenheid van het 45-jarig bestaan van de vereniging, was dat de latere Nederlandse wereldkampioen Max Euwe. In 1933 bestreed wereldkampioen Alexander Aljechin vijftig spelers van de vereniging, twee spelers wisten hem op remise te houden. In de jaren 1970 bezochten bekende schakers als Lev Poloegajevski, Viktor Kortsjnoj, Lubomir Kavalek en Walter Browne de club voor een simultaan.

### Sterke spelers
In de loop van de jaren heeft de vereniging diverse sterke spelers voortgebracht. In de beginjaren waren dat W. Fermie en F. van den Berg (Nederlands kampioen in 1892). Latere sterkere spelers en titelhouders zijn Gert Pieterse, Piet Peelen, Manuel Bosboom, Jeroen Bosch, Mark van der Werf, Maarten Solleveld, Robert Ris, Robin van Kampen, Matthew Tan en Hing Ting Lai. Ook hebben diverse sterke vrouwelijke spelers een geschiedenis bij de club, waaronder Mariska de Mie, Heleen de Greef en Esther de Kleuver, Mariette Drewes en de zusjes Marlies Bensdorp en Laura Bensdorp.

## Competitie

### Toernooien
De vereniging organiseert sinds 1979 op Goede vrijdag het Zukertort Amstelveen Open Snelschaaktoernooi. Manuel Bosboom won dit toernooi 17 keer.
In 1994 organiseerde de vereniging een gesloten tienkamp, de Amstelveense Meesters. Deze werd gewonnen door Peter Gelpke.
In 2018 en 2019 organiseerde de vereniging het Open Kampioenschap. Winnaars waren Sander Los en Tjark Vos. In 2020 ging het toernooi niet door wegens de coronapandemie.

### Jeugdafdeling
Zukertort Amstelveen heeft een van de grootste jeugdafdelingen van de regio Amsterdam. Er worden wekelijks op vrijdag trainingen gegeven en een interne competitie georganiseerd. Verder doet de jeugd mee aan de externe competitie van de SGA en de landelijke competitie van de KNSB. Veel spelers doen mee aan jeugdkampioenschappen of open toernooien. Er zijn vanaf de jaren zeventig jeugdteams in diverse leeftijdsklassen geweest die kampioen werden van Nederland of bij de eerste drie eindigden. Ook hebben diverse spelers meegedaan aan Europese of wereldkampioenschappen. De jeugd heeft een eigen site.

## Publicaties
De vereniging heeft diverse clubbladen gekend. De vereniging Zukertort had tot de jaren tachtig de Zukertort Nieuws. De studenten ASVU heeft achtereenvolgens twee tijdschriften gehad: eerst De Maniak, daarna de L'echec (het gepende stuk). Na het samengaan werd L'echec het officiële clubblad, met als hoogtepunt het jubileumnummer L'echec 100 dat aandacht kreeg in diverse kranten en tijdschriften.
In later tijd vindt de communicatie vooral via de website plaats. Jaarlijkse wordt een bundeling gepubliceerd van de mooiste artikelen, aangevuld met historische onderzoeken en wetenswaardigheden.